# Spiridon Brusina

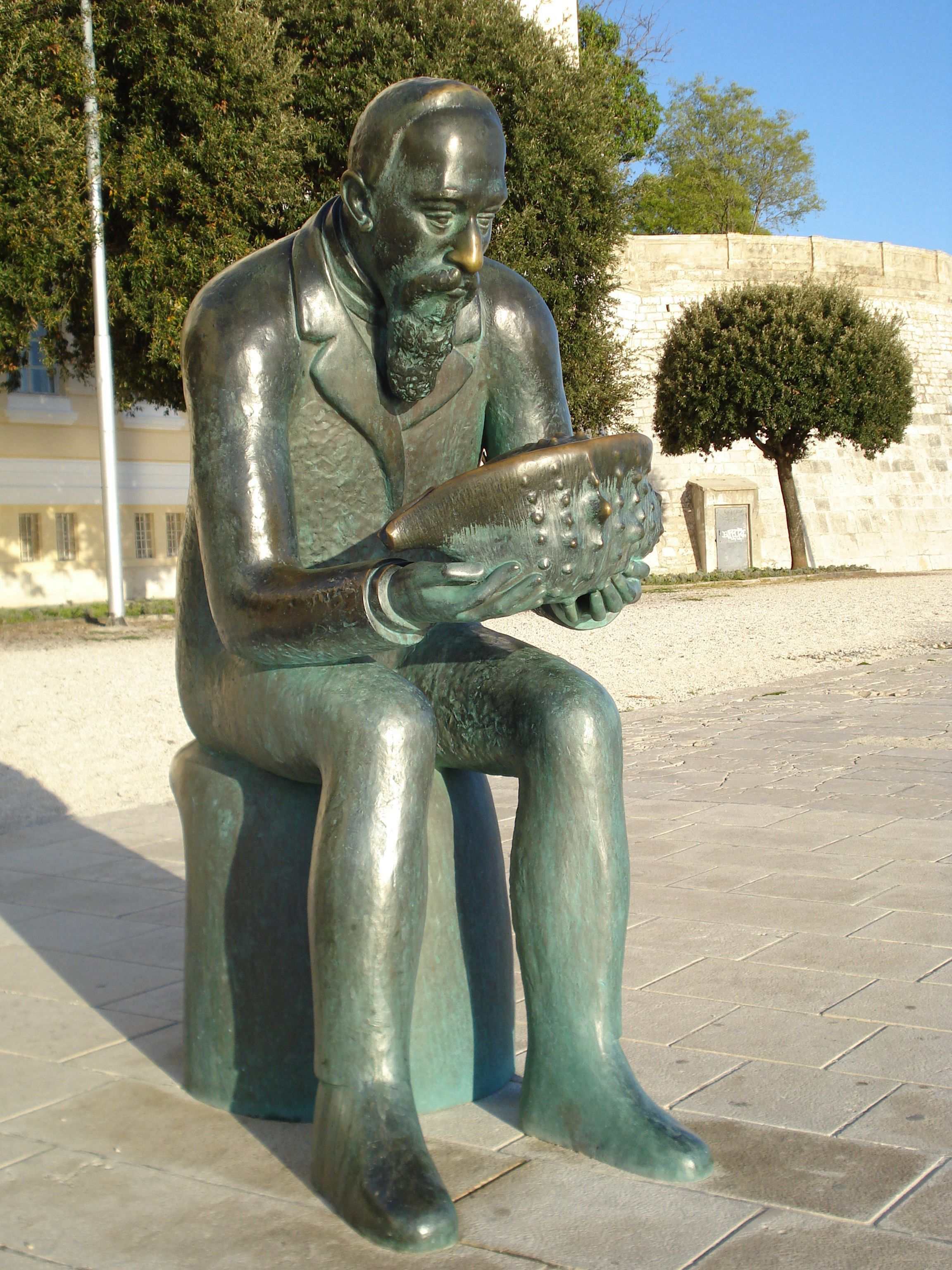
Skulptur in Zadar.

Spiridon (Špiro) Brusina (* 11. Dezember 1845 in Zadar, Österreich-Ungarn, heute Kroatien; † 21. Mai 1908 in Zagreb, Österreich-Ungarn, heute Kroatien) war ein österreich-ungarischer bzw. kroatischer Naturforscher, Begründer der Zoologie, Malakologie, Meeres- und Evolutionsbiologie sowie Paläontologie in Kroatien und Mitglied der Kroatischen Akademie der Wissenschaften und Künste. Er gründete die Abteilung für Zoologie an der Universität Zagreb. Brusina war auch Direktor des Zoologischen Museums in Zagreb.
Nach dem Gymnasium in seiner Heimatstadt studierte er an der Universität Wien, damals ein Treffpunkt für kroatische Intellektuelle wie Frane Bulić, Dimitrije Demeter, Vatroslav Jagić, Franjo Rački. Er beschrieb über sechshundert neogene Arten lebender und ausgestorbener Weichtiere, Vögel und Säugetiere sowie siebzig neuere adriatische und mehrere Dutzende neuere Land- und Süßwasserarten oder -unterarten. Er schrieb zahlreiche Monographien über bestimmte Arten in kroatischen Regionen, entdeckte neogene Gattungen und versuchte 1886, die gesamte Molluskenfauna in Österreich-Ungarn darzustellen. In Zadar begann er am 1. Juli 1868 mit der Erkundung des Meeresbodens im Stadthafen. Der Tag gilt als Geburtstag der kroatischen Meeresbiologie.
Brusina organisierte zunächst ornithologische Beobachtungen und gab mithilfe von Milutin Barac eine umfassende lokale ornithologische Sammlung der österreich-ungarischen Monarchie heraus. Er initiierte die erste kroatische wissenschaftliche Studie über die Adria (1894), förderte die Verbreitung von Darwins evolutionären Ideen (er korrespondierte mit Darwin und bewahrte den Darwin-Brief von 1869 auf) und befürwortete die Einrichtung eines wissenschaftlichen Instituts für Meeresbiologie an der Adriaküste. Er befürwortete die Gründung des Zagreber Zoos, war Mitbegründer der kroatischen Naturkundlichen Gesellschaft (1885) und Gründer der wissenschaftlichen Zeitschrift Priroda (Natur).

## Ausgewählte Werke
Brusina beschrieb folgende Taxa: Drobacia (1904), Emmericia (1870), Erjavecia (1870), Manzonia (1870), Spelaeodiscus (1886), Vidovicia (1904) und Trochulus erjaveci (1870).
- Conchiglie dalmate inedite. Verhandlungen der k. k. zoologisch-botanischen Gesellschaft in Wien, 1865, 15, S. 1–42.
- Contribuzione pella Fauna dei molluschi dalmati. Wien, 1866.
- Die Fauna der Congerienschichten von Agram in Kroatien. Wien, 1884.
- Die Neritodonta Dalmatiens und Slavoniens nebst allerlei malakologischen Bemerkungen. Jahrbücher der Deutschen Malakozoologischen Gesellschaft (Frankfurt am Main), 1884, 11, S. 17–121.
- Über die Mollusken-Fauna Österreich-Ungarns. Mittheilungen des Naturwissenschaftlichen Vereines für Steiermark (Graz), 1886, 22, S. 29–56.
- Iconographia Molluscorum fossilium in telure tertiaria Hungariae, Croatiae, Slavoniae, Dalmatiae, Bosniae, Herzegoviniae, Serbiae et Bulgariae inventorum. Zagrabiae (Zagreb), 1902.